# Pjotr Lavrov

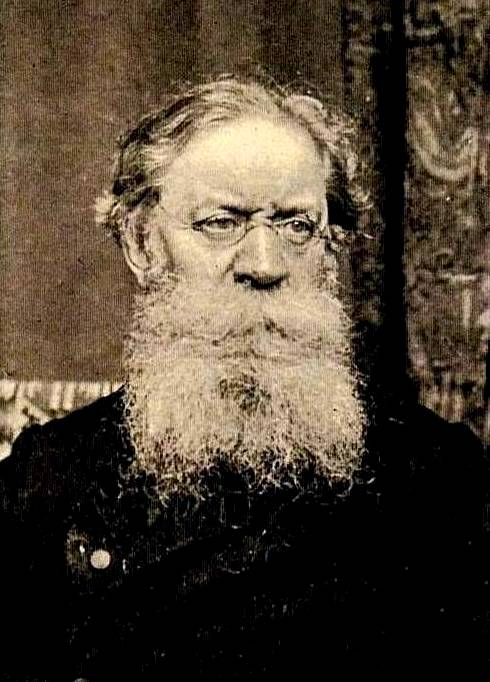
Pjotr Lavrov

Pjotr Lavrovitj Lavrov (ryska: Пётр Лаврович Лавров), född 14 juni (gamla stilen: 2 juni) 1823 i Melechovo, Pskov guvernement, död 6 februari (gamla stilen: 25 januari) 1900 i Paris, var en rysk filosof, sociolog och narodniker. 
Lavrov, som på mödernet var av svensk härkomst (Gandvig), blev 1844 lärare i matematik vid artilleriskolan i Sankt Petersburg och studerade filosofi under inflytande av Victor Cousin och Charles Fourier, men hans föreläsningar i filosofi förbjöds, sedan han 1862 inträtt i den revolutionära föreningen "Zemlja i volja". 
Efter Dmitrij Karakozovs misslyckade attentat mot tsar Alexander II 1866 häktades Lavrov och förvisades till guvernementet Vologda, där han 1869–70 under pseudonymen Mirtov (Миртов) skrev sina uppseendeväckande "historiska brev", i vilken han betonade vikten av sociala och etiska lagar gentemot kritikern Dmitrij Pisarevs ensidigt naturvetenskapliga realism. 
År 1870 lyckades Lavrov fly till utlandet, anslöt sig under Pariskommunen till kommunarderna och lärde i London känna Karl Marx, vars idéer han livligt omfattade. År 1873 utgav han i Zürich Vpered (Framåt), den första regelbundna socialisttidning på ryska, i vilken den ryska arbetarmarseljäsen trycktes. Lavrov redigerade i Frankrike 1883–86 tidskriften "Vjestnik Narodnoj voli". 
Lavrov var mycket betydelsefull för arbetarrörelsens utveckling i Ryssland genom revolutionär propaganda på landsbygden ("gåendet till folket") och spridande av social upplysning, men han bekämpade med kraft Michail Bakunins våldsamma anarkism. Bland Lavrovs filosofiska skrifter märks Oljerki voprosov praktiljeskoj filosofi ("Den praktiska filosofiens spörsmål", 1860), L'idée du progrès dans l'anthropologie (1873) och Opyt istorii mysli ("Utkast till tänkandets historia") samt en skildring av hungersnöden i Samara 1874.